# Дешт-и-Кипчак
Дешт-и-Кипча́к, Большой Кипчак, или Татарская степь, Полове́цкая степь, Кипча́кская степь, в западной Европе Кумания (перс. دشت قپچاق‎ [dašt-i qipčāq], кыпчакская степь; каз. Дешті Қыпшақ; кирг. Дашт-и-Кыпчак; тат. Дәште Кыпчак; баш. Дәште Ҡыпсаҡ; крымскотат. Deşt-i Qıpçaq; кум. Дешт-и Къыпчакъ) — исторический регион Евразии, представляющий собой Великую Степь от низовий Дуная до Иртыша и озера Балхаш. И от Нижней Сырдарьи и Крыма до Булгарии Волжско-Камской.

## Этимология
Впервые термин «Дашт-и-Кипчак» встречается у персидского автора Насира Хосрова в XI веке, когда кипчаки (половцы), придя с берегов Иртыша, с 1030 года стали северными соседями Хорезма и заняли территории современного Казахстана, а впоследствии и степи Северного Кавказа, Приазовья и Северного Причерноморья.
Одна из возможных версий этимологии названия «Дешт-и-Кипчак» происходит от персидского слова «Дешт» — «большое поле», огромная степь, и «Кипчак» — название одного из крупнейших тюркских племён — Кипчак (В персидских и арабских источниках XI—XVI веков также именуется как Кибчак, Хихчак, Киччак, Кипчак, Хифчак).

## Деление

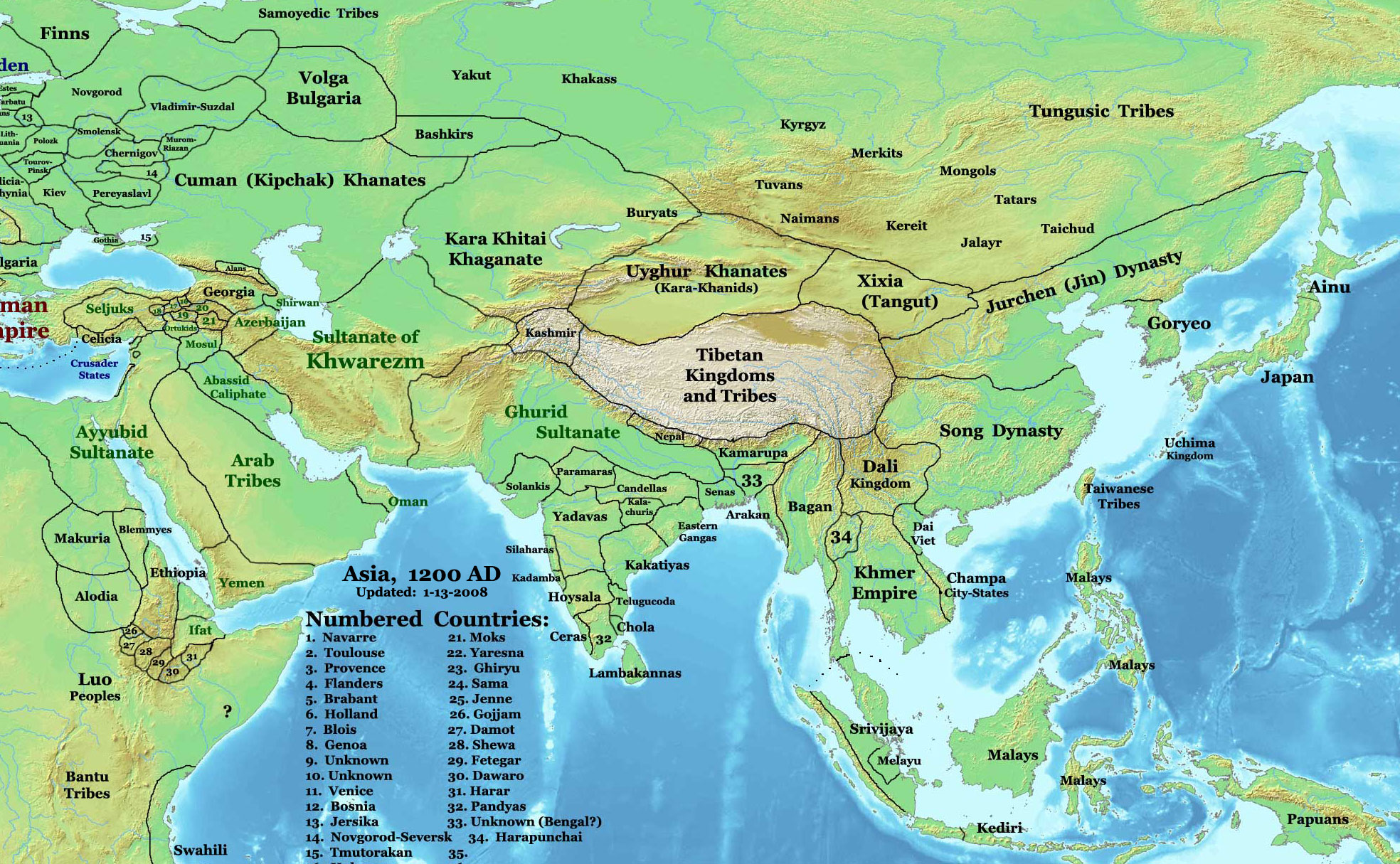
Карта Азии в XII веке, показывает половецкие земли и их соседей

Исторически сложилось деление Дешт-и-Кипчака на Западный и Восточный Кипчак с границей между ними по реке Волга или Яик (ныне — Урал). Западный Кипчак в русских летописях получил название «Половецкая земля», а позднее также «Дикое поле».
Дешт-и-Кипчак было частью самоназвания Крымского ханства.
В XVI—XVIII веках термин «Дешт-и-Кипчак» употреблялся в среднеазиатской историографии для наименования земель Восточного Кипчака (современный Казахстан).

## История
В начале XI века с Алтайских гор пришли кыпчаки, вытеснив огузов, печенегов и другие народы из низовьев Сырдарьи и заставив их переселиться в Среднюю Азию и степи Северного Причерноморья. К этому времени они контролировали всю территорию Казахстана (за исключением территории Семиречье). Западная граница проходила по реке Волге, восточная граница проходила по реке Иртыш. И так в степях Казахстана от Волги и до Иртыша была образована племенная конфедерация Дешт-и-Кипчак.
В XIII веке Дешт-и-Кипчак были завоеваны войсками Чингисхана, основателя и первого правителя Монгольской империи, и он стал ядром улуса Джучи то есть удельного, а позже и отдельного, самостоятельного государства, известного в русских летописях как Татарское государство (царство), а позже также как Золотая Орда.
В начале XIV века в Золотой Орде, при хане Узбеке, государственной религией большей части Дешт-и-Кипчака стал ислам.

## Население
В домонгольскую эпоху, до образования Монгольской империи, население Дешт-и-Кипчака уже не раз образовывало единые государства и единую тюркскую этнополитическую общность, тому примером могут послужить концепция 16 великих тюркских империй, вмещающая в себя предшествующие Д-и-К тюркские государства: Империя гуннов (известных в Китае как Хунну), Тюркский каганат, Аварский каганат, Хазарский каганат и т. д. При этом тюркские, славянские и финно-угорские племена и народы Д-и-К, занимавшие различные природно-климатические регионы, различались как по общественно-политической организации, так и по способам хозяйствования. Но несмотря на это, на территориях данных народов, с более и более великой силой возникали и угасали десятки империй и государств, которые оставляли на этой территории свой культурный и исторический след. Также, единство многих тюркских народов Дешт-и-Кипчака отражает и общее название тюрков данного региона кипчаки. Название Кипчак является самоназванием многих тюркских народов кыпчакской языковой группы, что указывает на их общее происхождение.
В Средневековье на землях Дешт-и-Кипчака образовываются общности, ставшие современными народами кыпчакской группы языков: татары, крымские татары, башкиры, алтайцы, ногайцы, казахи, узбеки, кумыки, каракалпаки, киргизы, караимы и крымчаки. Одно из крупных казахских племён Среднего жуза носит название кыпшак, что указывает на общее происхождение и древность данного самоназвания тюрков. В Крыму до 1944 года десять сёл носило название Кипчак, что также говорит в пользу общего происхождения крымских татар и других тюркских кипчакских народов.